# Slaget vid Peta
Slaget vid Peta utkämpades mellan greker (hjälpta av filhellener) ledda av prins Alexandros Mavrokordatos  (med Markos Botzaris) och osmanerna under ledning av Omer Vrionis den 16 juli 1822 (4 juli enligt Julianska kalendern. Striden stod på en kulle nära byn Peta i Epirus. 

## Bakgrund
Efter att sulioterna hade besegrat Khourshid paschas styrkor i maj och juni 1822 förenade de sig med prins Alexandros Mavrokordatos som landsteg i Missolonghi med en trupp av reguljära grekiska soldater. Samtidigt lämnade dock Khourshid Pascha över befälet över de osmanska styrkorna i Epirus till Omer Vronis. 

## Slaget
De grekiska styrkorna hade slagit läger vid Peta i Arta när en styrka på 7000-8000 osmanska soldater anföll dem. Under slaget förråddes grekerna och filhellenerna av Gogos, en gammal kleft och kapten i armatolerna. Detta förräderi resulterade i deras totala nederlag.

## Efterspel
I slutet av slaget drabbades hela filhellenernas bataljon av stora förluster. Trots Botzaris tappra insats var han tvungen att fly till Missolonghi med Prins Mavrokordatos.